# بری بلیر
بری بلیر (به انگلیسی: Bre Blair) (زاده ۲۹ آوریل ۱۹۸۰) بازیگر کانادایی بود.
از فیلم‌های معروف او می‌توان به بازی در فیلم آخرین وگاس، گروه پرستاران بچه و شهر کوچک شنبه‌شب اشاره کرد.